# Армяно-итальянские отношения
Армяно-итальянские отношения — двусторонние дипломатические отношения между Арменией и Италией. Государства являются членами Совета Европы и Организации Объединённых Наций.

## История
Государства имеют давние отношения ещё с античных времен, когда этрусская цивилизация стремилась торговать с армянами в государстве Урарту. Затем Римская империя начала расширяться и сумела завоевать Армению, превратив её в свою провинцию. Несмотря на то, что армянам было непросто выживать в условиях римского господства, культурные связи между народами стремительно укреплялись.
Впоследствии в государствах распространилось христианство. Армения стала первой христианской страной, а в Италии расположен Святой Престол, что делает её одним из центров мирового христианства наряду с Иерусалимом.

### Геноцид армян
Королевство Италия вступило в Первую мировую войну в 1915 году и стало одним из первых государств, осудивших геноцид армян со стороны Османской империи. Итальянский консул Джакомо Горрини открыто осудил действия османов в отношении армян, а также прикладывал усилия по предотвращению геноцида.

## Настоящее время

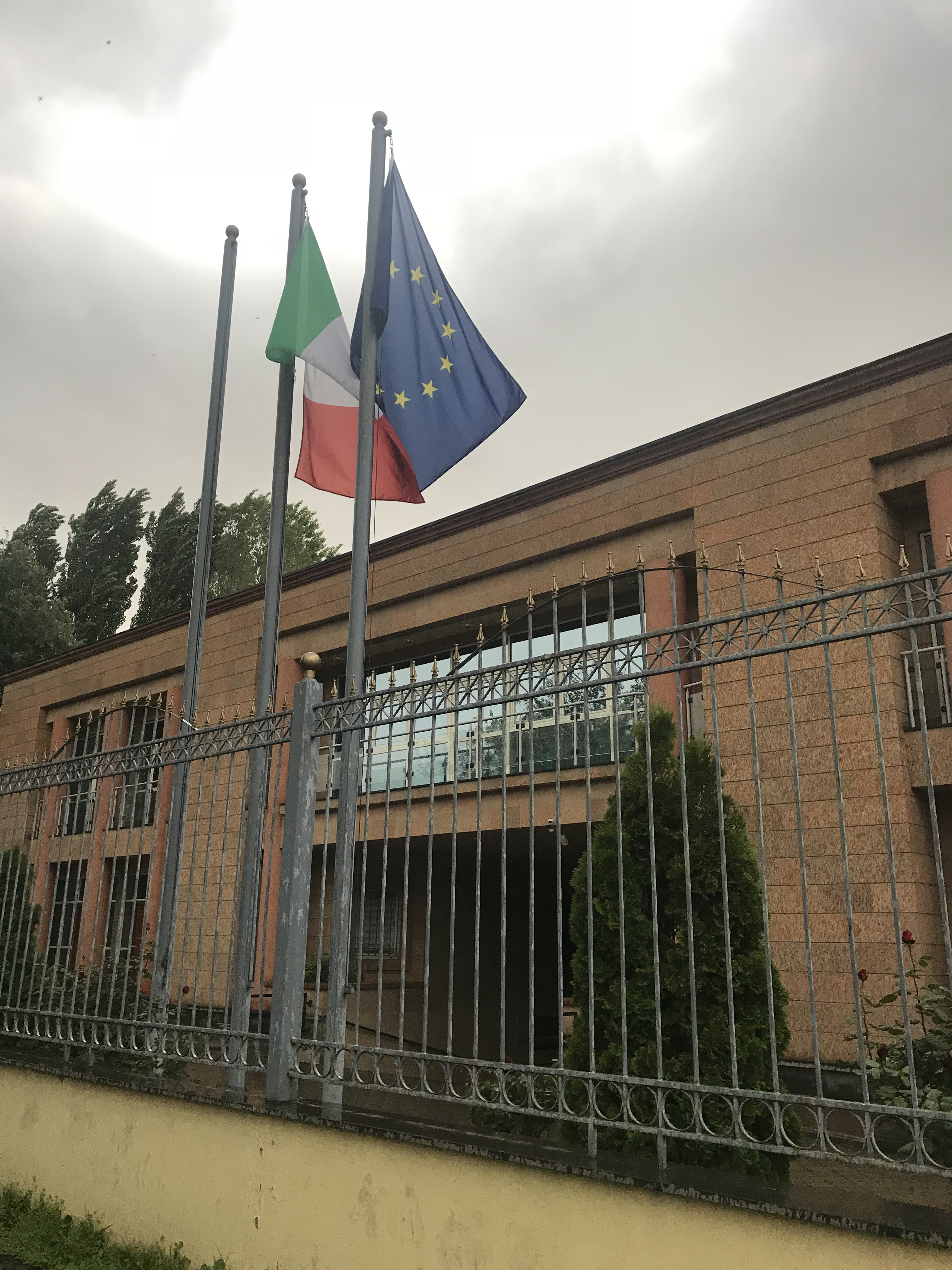
Посольство Италии в Ереване

Сразу после распада Советского Союза Италия стала одной из первых стран, признавших независимость Армении. Когда началась Первая карабахская война Италия стала первым председателем Минской группы ОБСЕ, выступающей за мирное урегулирование Карабахского конфликта. Президент Италии Карло Адзельо Чампи в 2005 году напомнил, что попытки Минской группы ОБСЕ не дали никаких результатов, и заявил, что сделает все возможное для увеличения продуктивности этой группы.

### Признание геноцида армян
Италия в 2000 году признала геноцид армян и стала наказывать тех, кто отрицает его существование. В 2019 году Палата депутатов Италии приняла резолюцию, подтверждающую признание геноцида армян и заявила о стремлении придать этому вопросу международный резонанс.

### Торговля
Объём товарооборота между государствами стабильно растёт. В 2018 году составил сумму 232,48 млн долларов США, что на 15,5 % больше, чем в 2017 году (201,3 млн долларов США); экспорт из Армении в Италию составил сумму 49,88 млн долларов США, рост составил 15,2 % по сравнению с 2017 годом (43,28 млн долларов США); импорт из Италии в Армению составил сумму 182,6 млн долларов США, рост к 2017 году составил 15,6 % (158,0 млн долларов США).

### Признание Нагорно-Карабахской Республики
16 октября 2020 года город Милан стал первым в Италии, признавшим Нагорно-Карабахскую Республику. Позднее, 28 октября 2020 года, последовал город Черкьяра-ди-Калабрия в Калабрии.
Италия же не признавала Нагорно-Карабахскую Республику и вместо этого призывала стороны решить Карабахский конфликт мирным путём.

## Дипломатические представительства
- Армения имеет посольство в Риме[19].
- Италия содержит посольство в Ереване[20].